# Ibaraki (Osaka)
Ibaraki (茨木市, Ibaraki-shi) és una ciutat i municipi de la prefectura d'Osaka, a la regió de Kansai, Japó. Ibaraki és la huitena ciutat de la prefectura i foma part de l'àrea metropolitana d'Osaka.
El municipi d'Ibaraki es troba al nord de la prefectura d'Osaka, dins del que és coneix com a regió de Mishima i a poca distància de la capital prefectural, Osaka. Ibaraki limita al sud amb el municipi de Settsu, a l'oest amb els municipis de Suita, Toyono i Minō. A l'est limita amb el municipi de Takatsuki i al nord, amb la prefectura de Kyoto.

## Agermanaments
- Minneapolis, estat de Minnesota, EUA. (1980)
- Anqing, província d'Anhui, RPX. (1985)
- Shōdoshima, prefectura de Kagawa, Japó. (1988)
- Taketa, prefectura d'Oita, Japó. (2013)